# Lijst van burgemeesters van Maarsseveen
Dit is een lijst van de burgemeesters van de voormalige Nederlandse gemeente Maarsseveen in de provincie Utrecht, die op 1 januari 1818 ontstond uit de toenmalige gemeente Tienhoven en die per 1 juli 1949 opging in de toenmalige gemeente Maarssen.
| Ambtsperiode | Naam burgemeester                                                    | Partij of stroming | Bijzonderheden                                                         |
| ------------ | -------------------------------------------------------------------- | ------------------ | ---------------------------------------------------------------------- |
| 1818 - 1822  | Willem Huydecoper                                                    |                    |                                                                        |
| 1822 - 1850  | Frederik Hendrik van den Helm                                        |                    |                                                                        |
| 1850 - 1856  | Johannes Gerardus Dolmans                                            |                    | In dezelfde periode tevens burgemeester van Maarssen en Maarssenbroek. |
| 1856 - 1868  | Joan Huydecoper van Maarsseveen                                      |                    | In dezelfde periode tevens burgemeester van Maarssen en Maarssenbroek. |
| 1868 - 1871  | Jhr. Diederik Jan Antonie Albertus van Lawick van Pabst van Nijevelt | liberaal           | In dezelfde periode tevens burgemeester van Maarssen.                  |
| 1871 - 1903  | Jan Carel Strick van Linschoten                                      |                    | In dezelfde periode tevens burgemeester van Maarssen.                  |
| 1903 - 1922  | Sebastiaan Ignatius Cambier van Nooten (1852-1930)                   |                    | In dezelfde periode tevens burgemeester van Maarssen.                  |
| 1922 - 1939  | Marius Hendrikus Eggink                                              |                    | In dezelfde periode tevens burgemeester van Maarssen                   |
| 1939 - 1948  | J. van Haselen                                                       | CHU                | In dezelfde periode tevens burgemeester van Maarssen.                  |
| 1948 - 1949  | Hendrik Jan de Ruiter                                                |                    | tevens burgemeester van Maarssen (1948-1967)                           |